# Working Class
Working Class es una película española  dirigida por  Xavier Berraondo  en 2005, y protagonizada por Montserrat Carulla, Carmen Contreras, Carles Heredia, Alejandra Navas, Maria Stancheva, Lluís Solé, Mónica Luchetti Tito Luchetti y Xavier Sardá.
Partiendo de un ficticio documental de televisión, Working Class plantea cómo serían la vida y la sociedad si no existiese el desempleo y los efectos políticos y económicos que acarrearía acabar con él. Por ejemplo, ¿tendría el trabajo algún tipo de valor?

## Sinopsis
Iván Santana es el último parado de España. Técnico cualificado y con formación suficiente como para afrontar un puesto de trabajo, diversas circunstancias han hecho que, pese a que la cuota de desempleo en España ha bajado hasta casi reducirse, este hombre vive el drama de ser el único español que no tiene trabajo. 
Por ello, la vida de este anodino personaje es un buen tema sobre el que rodar un documental televisivo. Xabier Berraondo se estrena en la dirección con la historia del último parado, Iván Santana (al que da vida Carles Heredia, Susurro en Vivancos III), en una España que ha logrado llegar al estado del bienestar manteniendo una cuota de paro cero. O para hablar con más propiedad, una cuota de paro de sólo una persona. 